# Никандр Египетский
Никандр Египтянин (греч. Νίκανδρος ο Αιγύπτιος; III – 293 или 302) — христианский мученик, казнённый в правление императора Диоклетиана. 

## Биография
О его жизни сохранилось мало сведений, но известно, что он жил в правление императора Диоклетиана в Египте. Согласно источникам, Никандр был врачом. В период гонений на христиан Никандр посещал заключённых в тюрьмах, приносил им пищу и тайно забирал тела умерших или казнённых и предавал их погребению. 
Однажды он пришёл к месту, чтобы похоронить тела христиан, брошенных на съедение диким животным. Ночью его заметили и схватили. На суде он называл Христа «Истинным Богом», и его приговорили к обезглавливанию. По другой версии, с Никандра сначала содрали кожу, а затем отрубили голову. 
Точная дата смерти мученика неизвестна; по мнению Никиты Святогорца, его казнь произошла в 293 году, но архиепископ Сергий датировал его смерть 302 годом.
День памяти святого отмечается 15 (28) марта